# Buslijn 38 (Amsterdam)
Buslijn 38 is een stadsbuslijn in Amsterdam-Noord geëxploiteerd door het GVB en verbindt de Metaalbewerkerweg in Amsterdam-Noord met de Buiksloterweg, de Meeuwenlaan, het Buikslotermeerplein en het metrostation Noord. De lijn wordt gereden vanuit Garage Noord.

## Geschiedenis
Lijn 38 werd ingesteld op 28 mei 1973 tussen Molenwijk en het Muiderpoortstation. Het betrof echter geen nieuwe lijn maar de korttrajectdienst van lijn 36 die nu een eigen lijnnumer kreeg. Tussen Molenwijk en het Muiderpoorstation werd op de meeste tijden om en om met lijn 36 gereden. Op 6 oktober 1974 werd lijn 36 verlegd via de Banne Buiksloot waar een rondje werd gereden. Lijn 38 reed dit rondje echter niet waardoor een afwijkende route ontstond.
Op 29 mei 1983 werd lijn 36 ingekort tot Banne Buiksloot en reed lijn 38 voortaan vanaf Floradorp alleen naar het Muiderpoorstation. Op 26 september 1983 werd na vijf jaar vertraging eindelijk de Brug 970 (officieus: IJdoornlaanbrug) in gebruik genomen en kon lijn 36 worden gesplitst in drie lijnen, lijn 36 tussen het Hoofddorpplein en het Buikslotermeerplein, lijn 37 tussen Molenwijk en het Muiderpoorstation terwijl lijn 38 nu een interne Noordlijn werd tussen Molenwijk en Nieuwendam-Noord.
In juni 1992 werd de lijn verlegd via de van der Pekstraat en Buiksloterweg naar de pont ter compensatie van lijn 39 die voortaan via de IJtunnel reed in plaats van met de pont meeging. Vanaf de pont werd niet meer via het Mosplein gereden maar rechtstreeks richting Nieuwendam Noord.
In september 1993 werd de frequentie op zondag teruggebracht tot een uurdienst waarmee lijn 38 de laagste frequentie van alle Amsterdamse buslijnen had. In september 1996 werd de halfuurdienst weer hersteld.
Om het vervoer van scholieren beter op te vangen werd er een speciale schoolbuslijn 31 ingesteld die een groot deel van de route van lijn 38 reed. Later werd deze lijn Mover 310 en daarna 'Mover 338. Ook werd de lijn later verlegd via Attaturk.
Bij de optimalisatie van het lijnennet in mei 2006 werd lijn 38 vanuit Molenwijk ingekort tot het Buikslotermeerplein waarna in één richting via Amerbos werd teruggereden. In december 2010 werd lijn 38 verlegd via de Distelweg waarbij het ommetje door Floradorp voortaan door lijn 36 werd gereden.
Sinds de jaardienst 2014 werd in de avonduren na 20.00 uur en op zondagmorgen voor 11.00 uur niet meer gereden in verband met het geringe vervoer.

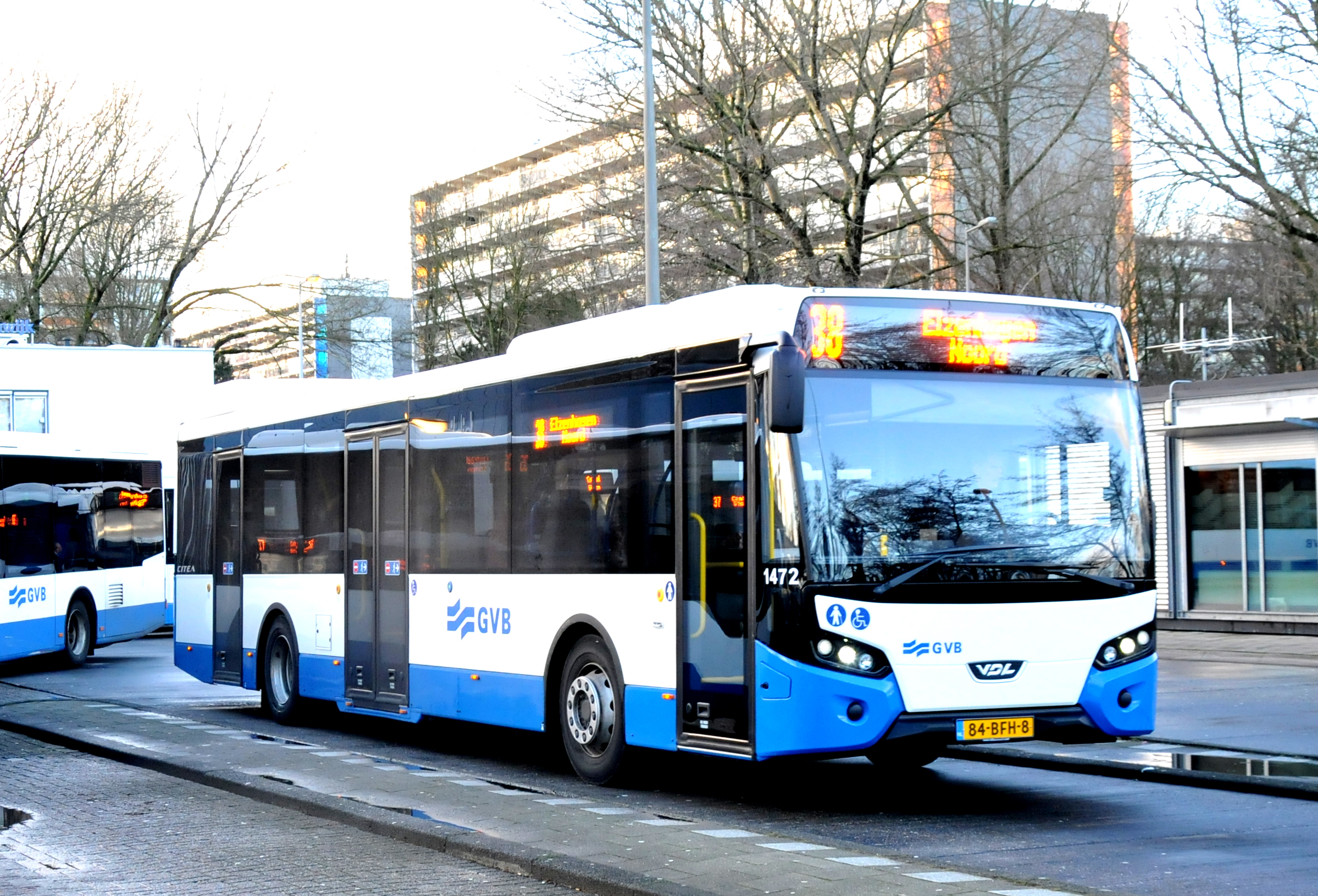
Citea 1472 op lijn 38 in Molenwijk in 2015

Na de zomerdienst van 2014 werd de lijn verlegd naar de nieuwe wijk Elzenhagen waar een lus in één richting wordt gereden via IJdoornlaan en de verlengde J.H. van Heekweg. Ook verdween de lijn in verband met de komst van een markt uit de Van der Pekstraat en werd verlegd via de Hagendoornweg en Meidoornweg waarbij het traject naar de Buiksloterweg in beide richtingen wordt gereden.
Sinds 11 mei 2016 rijdt de lijn vanaf de Distelweg via de Asterweg, Docklandsweg en Van der Pekbrug naar de Ranonkelkade in plaats van de rest van de Distelweg en de Hagedoornweg. Met de dienstregeling 2018 wordt door het toegenomen vervoer, met name naar Overhoeks, weer op alle exploitatieuren gereden.
Op 22 juli 2018 toen de Noord-Zuidlijn in exploitatie werd genomen werd de lijn ingekort tot het traject Metaalbewerkersweg - metrostation Noord waarbij het traject van lijn 33 in Buikslotermeer werd overgenomen en niet meer via Elzenhagen wordt gereden.
Huidig: 15 · 18 · 21 · 22 · 34 · 35 · 36 · 37 · 38 · 40 · 41 · 43 · 44 · 47 · 48 · 49 · 61 · 62 · 63 · 65 · 66 · 68 · 231 · 233 · 245 · 246 · 247 · 267 · 360 · 369 · 461 · 463 · 464
Voormalig: A · B · C · D · E · F · G · H · K · L · M · P · R · S · 5 · 6 · 8 · 11 · 12 · 13S · 14 · 17 · 19 · 20 · 23 · 26 · 28 · 29 · 30 · 31 · 32 · 33 · 39 · 42 · 44P · 45 · 46 · 50/51 · 53 · 54 · 55 · 56 · 57 · 58 · 59 · 60 · 60S · 64 · 67 · 69 · 70 · 95/195 · 148 · 149 · 165/166 · 192 · 199 · 222 · 230 · 232 ·  240 · 248 · 249 · 265 · 269 · 315 · 326 · 465 · 580 · 581 · 582 · 583

Zie ook: Amsterdams busnet · Geschiedenis busnet · Amsterdams nachtbusnet · Portaal openbaar vervoer